# Захаров, Сергей Дмитриевич
Серге́й Дми́триевич Заха́ров (21 июня 1965, Красное, Кировская область — 20 июня 2015, Москва) — российский археолог и историк. Сфера научных интересов — археология и история средневековой Руси, Северная Европа в эпоху викингов, совершенствование методов полевых археологических исследований.

## Биография
Родился 21 июня 1965 года в селе Красное (ныне — в Нововятском районе Кирова).
В 1982—1983 годах работал в Кировском государственном объединённом историко-архитектурном и литературном музее.
В 1983—1985 годах проходил службу в рядах Советской Армии.
В 1991 году окончил Исторический факультет МГУ по кафедре археологии. С 1993 года работал в ИА РАН. В 1995 году окончил аспирантуру в ИА РАН.
В 2003 году защитил кандидатскую диссертацию по теме «Средневековое Белоозеро: становление и развитие городского центра на северной периферии Древней Руси» под руководством Н. А. Макарова.
C 1979 года принимал участие в экспедиционной деятельности (Волго-Вятский край, центральные и северные регионы России). С 2006 года был начальником Онежско-Сухонской экспедиции ИА РАН.
Автор более 80 научных публикаций.

Сергей Дмитриевич Захаров выступал с критикой реформы РАН: 
Реформы в науке необходимы. О каком количестве и качестве публикаций можно говорить, если старший научный сотрудник, кандидат наук, находящийся в самом «продуктивном» по Ливанову возрасте, получает в РАН 18 тысяч рублей и вынужден для того, чтобы выжить, искать всевозможные приработки. А потом ещё и докупать на свою зарплату необходимое оборудование! Однако то, что предлагается и как это было предложено — это не реформа, а самая настоящая, хорошо известная нам по октябрю 1917 г. революция. Со всем набором признаков и вытекающими последствиями — то есть тайный сговор, выбор наиболее удачного момента и понеслось — разрушим всё до основания, а затем… А что было затем — мы тоже хорошо знаем. Очевидно, эксперимент с «Оборонсервисом» признан удачным, и теперь будет создан «Наукасервис».
Умер 20 июня 2015 года в Москве после тяжёлой болезни; прощание и кремация состоялись на Хованском кладбище
В начале августа 2015 года в Кирилло-Белозерском музее-заповеднике открылась выставка, посвящённая памяти Сергея Дмитриевича Захарова, которая продлилась до конца года.

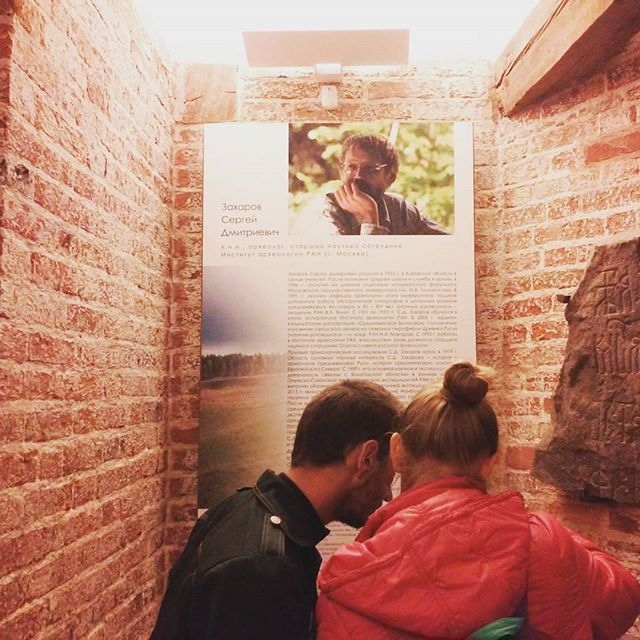
Выставка памяти С. Д. Захарова

## Совершенствование полевых методов

Схема разработанных для промывки металлических ванн. Размеры указаны в сантиметрах.

Сергей Дмитриевич Захаров уделял много внимания разработке и совершенствованию полевых методов археологической науки. В частности, им была собрана обширная сравнительная статистика по данной тематике.
| Соотношение качества и производительности работ при использовании разных способов промывки и просеивания. Данные с селища Минино I | Соотношение качества и производительности работ при использовании разных способов промывки и просеивания. Данные с селища Минино I | Соотношение качества и производительности работ при использовании разных способов промывки и просеивания. Данные с селища Минино I | Соотношение качества и производительности работ при использовании разных способов промывки и просеивания. Данные с селища Минино I | Соотношение качества и производительности работ при использовании разных способов промывки и просеивания. Данные с селища Минино I |
| Метод работы | Среднее количество находок из 100 литров грунта                                                                                    | Среднее количество литров грунта на человека в день                                                                                | Средние показатели качества | Средние показатели производительности                                                                                              |
| --- | --- | --- | --- | --- |
| Промывка на промывочном столе | 4,8 | 120 | 1 | 1 |
| Промывка в ваннах на больших ситах с ячеей 2-4 мм                                                                                  | 3,9 | 350 | 0,81 | 4,58 |
| Промывка в водоеме на больших ситах с ячеей 2-4 мм                                                                                 | 3,4 | 350 | 0,72 | 2,92 |
| Промывка в водоеме на круглых ситах с ячеей 1 мм                                                                                   | 3,4 | 65 | 0,72 | 0,54 |
| Просеивание на больших ситах с ячеей 3-5 мм                                                                                        | 2,7 | 340 | 0,57 | 2,83 |

| Общий состав вещевой коллекции и находки, полученные при промывке и просеивании культурного слоя селищ Мининского археологического комплекса | Общий состав вещевой коллекции и находки, полученные при промывке и просеивании культурного слоя селищ Мининского археологического комплекса | Общий состав вещевой коллекции и находки, полученные при промывке и просеивании культурного слоя селищ Мининского археологического комплекса | Общий состав вещевой коллекции и находки, полученные при промывке и просеивании культурного слоя селищ Мининского археологического комплекса | Общий состав вещевой коллекции и находки, полученные при промывке и просеивании культурного слоя селищ Мининского археологического комплекса | Общий состав вещевой коллекции и находки, полученные при промывке и просеивании культурного слоя селищ Мининского археологического комплекса | Общий состав вещевой коллекции и находки, полученные при промывке и просеивании культурного слоя селищ Мининского археологического комплекса | Общий состав вещевой коллекции и находки, полученные при промывке и просеивании культурного слоя селищ Мининского археологического комплекса | Общий состав вещевой коллекции и находки, полученные при промывке и просеивании культурного слоя селищ Мининского археологического комплекса | Общий состав вещевой коллекции и находки, полученные при промывке и просеивании культурного слоя селищ Мининского археологического комплекса | Общий состав вещевой коллекции и находки, полученные при промывке и просеивании культурного слоя селищ Мининского археологического комплекса | Общий состав вещевой коллекции и находки, полученные при промывке и просеивании культурного слоя селищ Мининского археологического комплекса | Общий состав вещевой коллекции и находки, полученные при промывке и просеивании культурного слоя селищ Мининского археологического комплекса |
| | Минино I | Минино I | Минино I | Минино IV | Минино IV | Минино IV | Владышнево I | Владышнево I | Владышнево I | Итого | Итого | Итого |
| Всего находок | Из них получено при просеивании и промывании                                                                                                 | % | Всего находок | Из них получено при просеивании и промывании                                                                                                 | % | Всего находок | Из них получено при просеивании и промывании                                                                                                 | % | Всего находок | Из них получено при просеивании и промывании                                                                                                 | % | |
| --- | --- | --- | --- | --- | --- | --- | --- | --- | --- | --- | --- | --- |
| Изделия из стекла | 1454 | 893 | 61 | 340 | 254 | 75 | 9 | 8 | 89 | 1803 | 1155 | 64,1 |
| Изделия из цветных металлов | 1147 | 407 | 35 | 554 | 358 | 65 | 8 | 5 | 62 | 1709 | 770 | 45,1 |
| Изделия из железа | 1925 | 567 | 29 | 832 | 419 | 50 | 9 | 1 | 11 | 2766 | 987 | 35,7 |
| Изделия из камня | 180 | 18 | 10 | 25 | 9 | 36 | | | | 205 | 27 | 13,2 |
| Изделия из кости и рога | 288 | 23 | 8 | 37 | 4 | 11 | | | | 325 | 27 | 8,3 |
| Изделия из глины | 183 | 10 | 5 | 67 | 6 | 9 | 2 | 1 | 50 | 252 | 17 | 6,7 |
| Итого | 5177 | 1918 | 37 | 1855 | 1050 | 56 | 28 | 15 | 54 | 7060 | 2983 | 42,2 |

Полная промывка культурного слоя позволяет значительно увеличить количество находок. Так, в ходе апробации технологии при промывке отвалов Л. А. Голубевой на археологическом памятнике «Крутик—Кладовка» была скорректирована статистика по бусинам — при промывке было обнаружено значительное количество бусин синего цвета, обнаружить которые в грунте «на лопате» значительно сложнее, нежели бусины жёлтого цвета.

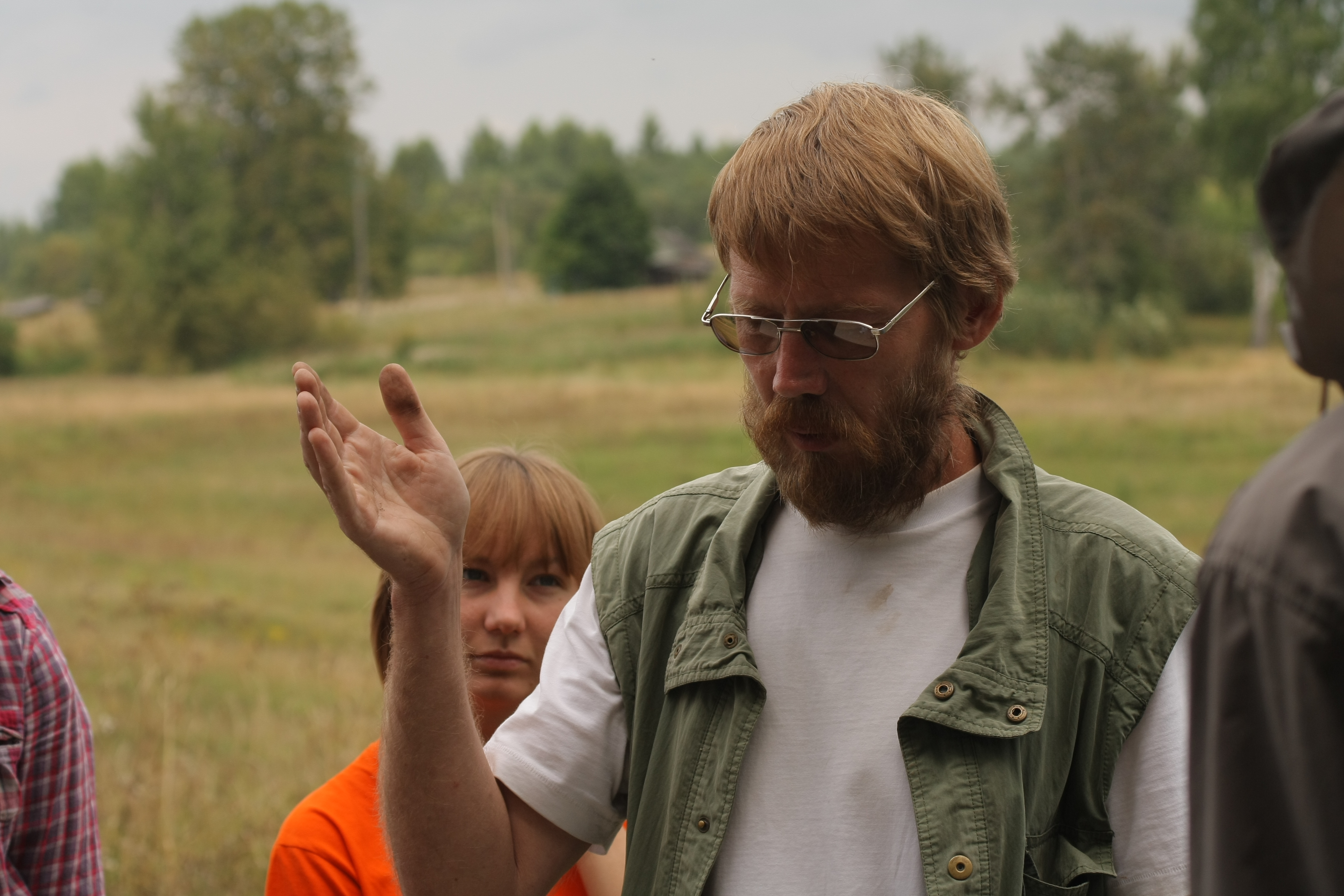
Рабочие моменты на Крутике

Исполнение технологии требует определённых условий, выявленных как теоретически, так и опытным путём. Промывка с использованием естественного источника воды, например, ручья, несмотря на очевидные плюсы в отсутствии необходимости перекачивать воду, имеет изъян в виде холодной воды, при работе с которой промывщик теряет в скорости, и проблему сбора отвала. С другой стороны, использование помпы как источника бесперебойного потока воды нерационально по соображениям экономии топлива, а также из-за депрессивного воздействия на работников раскопа, вынужденных целый день трудиться под шум двигателя.

## Отзывы коллег
Благодаря ему было налажено тесное сотрудничество Института археологии РАН с Вологодским педагогическим институтом. Студенты исторического факультета получили уникальную возможность побывать на передовом крае археологической науки – участвовать в раскопках ключевых археологических памятников эпохи Древней Руси, знакомиться с новейшими методами исследования. Он был требовательным, умел организовать четкую работу коллектива, но любую работу пробовал сам, увлекал собственным примером и всегда мог подсказать, помочь в трудную минуту.Илья Валерьевич Папин, старший преподаватель кафедры Отечественной истории ВоГУ.

## Основные работы

### Монографии
- Археология севернорусской деревни X—XIII веков: Средневековые поселения и могильники на Кубенском озере. (в соавт. с Н. А. Макаровым, И. Е. Зайцевой, А. П. Бужиловой и др.)
  - Т. 1. Средневековые поселения и могильники. — М.: Наука, 2007. — 376 с. ISBN 978-5-02-035522-4
  - Т. 2. Материальная культура и хронология. — М.: Наука, 2008. — 368 с. ISBN 978-5-02-035524-8
  - Т. 3. Палеоэкологические условия, общество и культура. — М.: Наука, 2009. — 236 с. ISBN 978-5-02-035525-5
- Захаров С. Д. Древнерусский город Белоозеро / Институт археологии РАН. — М.: Индрик, 2004. — 392, [200] с. — 800 экз. — ISBN 5-85759-271-2.
- Макаров Н. А., Захаров С. Д., Бужилова А. П. Средневековое расселение на Белом озере. — М.: Языки русской культуры, 2001. — 496 с. — (Studia historica). — 1000 экз. — ISBN 5-7859-0207-9.

### Статьи
- Новые данные о тимеревском археологическом комплексе // Труды IV (XX) Всероссийского археологического съезда в Казани. Т. III. Казань. 2014. (соавтор — Зозуля С. С.)
- Информативность распаханного слоя: некоторые стереотипы и реальность. Статья, подготовленная к публикации в материалах конференции «Противодействие незаконной деятельности в области археологии» (Москва, 2013 г.)
- Необычные сооружения из раскопок Крутика 2010—2012 гг. // КСИА, вып. 230. — М., 2013. — С. 234—244. (соавторы: Кашинцев А. Ю., Меснянкина С. В.)
- Белоозеро // Русь в IX—X веках: археологическая панорама. — М.: ИА РАН, Вологда: Древности Севера, 2012. — С. 212—239
- Могильники поселения Крутик: первые результаты исследований // Археология Владимиро-Суздальской земли: Материалы научного семинара. Вып. 4. — М.: ИА РАН; СПб: Нестор-История, 2012. — С. 14-29. (соавтор — С. В. Меснянкина).
- Building and structures of the Minino archaeological complex // The archaeology of medieval Novgorod in context: studies in centre / periphery relations. — Oxford, 2012. — P. 58-75.
- Glass beads from the Minino archaeological complex // The archaeology of medieval Novgorod in context: studies in centre / periphery relations. — Oxford, 2012. — P. 122—138.
- Методика промывки культурного слоя средневековых памятников // Новые исследования по археологии стран СНГ и Балтии: Матер. Школы молодых археологов. Кириллов, 3 — 12 сентября 2011 г. — М.: ИА РАН, 2011. — С. 211—238.
- О некоторых особенностях материальной культуры северных поселений // РА. — 2005. — № 4. — С. 115—124. (соавтор — Кузина И. Н.)
- Железные наконечники стрел из Белоозера // РА. — 1996. — № 2. — С. 207—218.
- Макаров Н. А., Захаров С. Д. Древности затопленного Белоозера. // Белозерье. Историко-литературный альманах. Вып. 1. — Вологда, 1994.
- Захаров С. Д. Новые данные о Белоозере XIV в. // Белозерье. Историко-литературный альманах. Вып. 1. — Вологда, 1994.
- Характеристика раскопов Л. П. Гуссаковского на территории Хлыновского кремля // Вятская земля в прошлом и настоящем (К 500-летию вхождения в состав Российского государства): Тез. док. и сообщений к науч. конф. — Киров, 1989.